# Пфафен-Швабенхайм
Пфафен-Швабенхайм (на немски: Pfaffen-Schwabenheim) е село в окръг Бад Кройцнах в Рейнланд-Пфалц, Германия, с 1305 (жители (към 31 декември 2013).